# Альпіди
Альпіди (рос. альпиды, англ. Alpides, нім. Alpiden) — області альпійської складчастості.
Альпіди являють собою систему гірських хребтів, що утворилася в кінці третинного періоду. Області альпійської складчастості (альпіди) виділені за спільністю розвитку певного типу гірських порід і умов їх залягання, а також за характером складчастості і напрямком тектонічних ліній.
За Е. Зюссом, альпіди починаються горами південної Іспанії, переходять до Африки, на Сицилію, утворюють ланцюг Апеннін, Альпи (за винятком Динарських Альп), Карпати. Їх продовженням є Кавказ, Копетдаг, Гіндукуш і Гімалаї.